# Flaga obwodu tarnopolskiego

Flaga obwodu tarnopolskiego

Flaga obwodu tarnopolskiego – jeden z oficjalnych symboli obwodu tarnopolskiego Ukrainy.
Flaga obwodu tarnopolskiego jest oficjalnym symbolem obwodu tarnopolskiego, który następuje historyczną tradycję używania symboli regionalnych, atrybuty samorządów i władzy wykonawczej. W grudniu 2001 roku jako flaga została zatwierdzoną prostokątna płachta tkaniny o proporcji 2:3, składająca się z dwóch poziomych pasów - żółtego i niebieskiego w proporcji 1:2. W strefie żółtej – trzy białe wieże z otwartą bramą. Na niebieskiej – żółty środkowej rękojeści miecz pionowe i poziome się żółty przycisk brody w dół i w prawo. Jednak po komentarzach ukraińskiego stowarzyszenia heraldycznego w dniu 18 listopada 2003 roku przyjęto nową decyzję i zmieniono obszar flagi.    
Bandera: niebieska prostokątna flaga w proporcji 2:3, w środku której umieszczony żółty krzyż, utworzony mieczem i kluczem, nad nimi - trzy białe wieże.